# За веру и отечество
«За ве́ру и оте́чество» — документальный фильм из цикла «Великая Отечественная: Недосказанное».
Премьера на телеканале «ТВ Центр» состоялась 22 июня 2010 года.

«На войне неверующих нет», — так говорят фронтовики, прошедшие через жерло Великой Отечественной. Какой вклад внесла Русская Православная Церковь в победу над фашистской Германией? И почему в 1943 году Иосиф Сталин вдруг начал открывать храмы? Отвечают историки и участники той великой войны.

В центре сюжета — историческая встреча Иосифа Сталина с тремя митрополитами Русской православной церкви 4 сентября 1943 года в Кремле. Именно с этого момента отношение советской власти к Церкви изменилось: от гонений и репрессий — к признанию исторической роли Православной церкви и приданию ей легального статуса в СССР. Однако импульсом к этому стала патриотическая деятельность Церкви с первого дня Великой Отечественной войны, а также личная позиция местоблюстителя патриаршего престола митрополита Сергия (Страгородского).
О вкладе, который Русская церковь внесла в Победу 1945 года, рассказывают участники войны — протоиереи Василий Брылёв и Василий Изюмский, председатель Синодального отдела по взаимодействию Церкви и общества протоиерей Всеволод Чаплин, историки — Ольга Васильева и Андрей Кострюков, народная артистка РСФСР Екатерина Васильева.
События, отражённые в фильме, иллюстрированы кадрами кино- и фотохроники, историческими реконструкциями.

## Участие в фестивалях и награды
- 29 октября 2010 г. на XV семинаре-фестивале «Православие на ТВ, радио и в печати» отмечен грамотой и медалью Славянского фонда России.
- 1 ноября 2010 г. показан в день открытия VII международного кинофестиваля «Лучезарный ангел».
- 4 февраля 2011 г. победил в номинации «Телевидение: 65 лет Победе» на I Московском открытом конкурсе журналистов «Москва Media».[1]

## Съёмочная группа
- Автор идеи — Александра Юдина
- Авторы сценария — Наталья Ермак, Кирилл Парменов
- Режиссёр — Юрий Линкевич
- Продюсер — Дмитрий Андрианов
- Операторы — Дмитрий Андрианов, Юрий Линкевич
- Режиссёр монтажа — Дмитрий Андрианов
- Текст читает — Юрий Кочнев
- Звукорежиссёр — Александр Трухан
- Научный консультант — Андрей Кострюков
- Грим — Ольга Мирошникова, Елена Адаменко
- Подбор актёров и реквизита — Кирилл Парменов

## Исполнители ролей в постановочных эпизодах
- Георгин Парменов — митрополит Московский и Коломенский Сергий (Страгородский), Местоблюститель Патриаршего Престола
- Сергей Айрапетов — Иосиф Сталин
- Зико Гочава — Иосиф Джугашвили в детстве
- Изабелла Мачабели — Екатерина Джугашвили
- Александр Парменов — митрополит Ленинградский Алексий (Симанский)
- Андрей Модестов — митрополит Киевский и Галицкий Николай (Ярушевич)

## Прочие сведения
- Кремлёвскую встречу Сталина с митрополитами снимали в подлинном бункере Сталина в Измайлове.
- Исполнителю роли митрополита Сергия Георгину Парменову довелось видеть своего персонажа осенью 1943 года, во время службы в Елоховском соборе Москвы.